# Philadelphia Atoms
Philadelphia Atoms – amerykański klub piłkarski z Filadelfii, w stanie Pensylwania. Drużyna występowała w lidze NASL, a jego domowymi obiektami były Veterans Stadium (1973–75) i Franklin Field (1976). Zespół istniał w latach 1973–1976.

## Historia
Klub został założony w 1973 roku przez Thomasa McCloskeya za namową Lamara Hunta - właściciela klubów Kansas City Chiefs i Dallas Tornado. Już w pierwszym sezonie 1973 w NASL klub zdobył mistrzostwo tej ligi a bramkarz Bob Rigby był pierwszym piłkarzem, który znalazł się na okładce gazety Sports Illustrated.
Następne sezony w NASL w wykonaniu klubu były coraz słabsze i frekwencja na meczach klubu zaczęła słabnąć, w efekcie czego klub został sprzedany do grupy meksykańskich klubów, w tym Chivas de Guadalajara, a ostatecznie rozwiązany po sezonie 1976.
W 1978 roku założono klub Philadelphia Fury kontynuujący tradycję Philadelphia Atoms.

## Osiągnięcia
| - Mistrz NASL: 1973 MVP NASL - Carlos Metidieri - 1973 Król strzelców NASL - Carlos Metidieri - 1971 Trener Roku NASL - Al Miller - 1973 Odkrycie Sezonu NASL - Chris Bahr - 1975 Jedenastka Sezonu NASL - 1973: Chris Dunleavy, Jim Fryatt, Andy Provan - 1974: Chris Dunleavy - 1975: Bobby Smith |  | Jedenastka Dublerów NASL - 1973: Roy Evans, Bob Rigby, Bobby Smith, Derek Trevis - 1974: Bob Rigby, Derek Trevis - 1975: Bobby Hope, Tony Want - 1976: Bobby Smith Wyróżnienia NASL - 1973: Barry Barto, George O'Neill - 1974: Jim Fryatt, Bobby Smith U.S. Soccer Hall of Fame - 1990: Manfred Schellscheidt - 1995: Al Miller - 2007: Bobby Smith |

## Sezon po sezonie
| Sezon | Liga | Bilans meczów | Sezon                                                | Playoff                | Śr. frekwencja |
| ----- | ---- | ------------- | ---------------------------------------------------- | ---------------------- | -------------- |
| 1973  | NASL | 9–8–2         | 1.miejsce, Dywizja Zachodnia                         | Mistrz                 | 11,501         |
| 1974  | NASL | 8–11–1        | 3.miejsce, Dywizja Zachodnia                         | Nie zakwalifikował się | 11,784         |
| 1975  | NASL | 10–12         | 4.miejsce, Dywizja Zachodnia                         | Nie zakwalifikował się | 6,848          |
| 1976  | NASL | 8–16          | 4.miejsce, Dywizja Zachodnia, Konferencja Atlantycka | Nie zakwalifikował się | 5,912          |

### Halowa NASL
| Sezon | Liga | Bilans meczów | Sezon               | Playoff                |
| ----- | ---- | ------------- | ------------------- | ---------------------- |
| 1975  | NASL | 1–1           | 3.miejsce, Region 1 | Nie zakwalifikował się |

## Trenerzy
- 1973–1976:  Al Miller